# Michael Dorris
Michael Dorris (Louisville, Kentucky, 1945 - Nova York, Nova York, 1997) era un escriptor estatunidenc d'origen modoc, irlandès i francès. Doctorat en filosofia per la Universitat Yale el 1971, fou professor d'estudis amerindis a la Universitat de Dartmouth. Va escriure novel·les, assaigs i cançons, i va obtenir alguns premis importants. Autor de Morning girl (1992), Rooms in the house of stone (1993), A yellow raft in blue water(1987), Paper trail (1994), Guests (1994), The broken cord (1989), The Crown of Columbus (amb Louise Erdrich, 1991). Va estar casat un temps amb l'escriptora d'origen anishinaabemowin Louise Erdrich del 1981 al 1995. Es va suïcidar a casa seva el 1997 tot combinant drogues i alcohol.

## Lligams
- 1989 Entrevista d'àudio amb Michael Dorris - RealAudio Arxivat 2005-09-25 a Wayback Machine.